# Campeonato Mundial de Halterofilia de 1983
El LVII Campeonato Mundial de Halterofilia se celebró en Moscú (URSS) entre el 22 y el 31 de octubre de 1983 bajo la organización de la Federación Internacional de Halterofilia (IWF) y la Federación Soviética de Halterofilia.
En el evento participaron 187 halterófilos de 32 federaciones nacionales afiliadas a la IWF.

## Medallistas
| Evento  | Oro                               | Plata                            | Bronce                               |
| ------- | --------------------------------- | -------------------------------- | ------------------------------------ |
| 52 kg   | Neno Terziski Bulgaria 260,0      | Jacek Gutowski · Polonia · 250,0 | Stefan Leletko · Polonia · 247,5     |
| 56 kg   | Oksen Mirzoyan URSS 292,5         | Naim Suleimanov Bulgaria 290,0   | Andreas Letz RDA 280,0               |
| 60 kg   | Yurik Sarkisian URSS 312,5        | Stefan Topurov Bulgaria 312,5    | Gelu Radu Rumania 292,5              |
| 67,5 kg | Joachim Kunz RDA 340,0            | Yanko Rusev Bulgaria 337,5       | Andreas Behm RDA 337,5               |
| 75 kg   | Alexandar Varbanov Bulgaria 370,0 | Vladimir Kuznetsov URSS 370,0    | Zdravko Stoichkov Bulgaria 362,5     |
| 82,5 kg | Yurik Vardanian URSS 392,5        | Asen Zlatev Bulgaria 390,0       | László Barsi · Hungría · 370,0       |
| 90 kg   | Blagoi Blagoev Bulgaria 417,5     | Viktor Solodov URSS 410,0        | Andrzej Piotrowski · Polonia · 382,5 |
| 100 kg  | Pavel Kuznetsov URSS 422,5        | Alexandr Popov URSS 422,5        | Andrzej Komar · Polonia · 407,5      |
| 110 kg  | Viacheslav Klokov URSS 440,0      | József Jacsó · Hungría · 410,0   | Anton Baraniak Checoslovaquia 400,0  |
| +110 kg | Anatoli Pisarenko URSS 450,0      | Alexandr Kurlovich URSS 450,0    | Antonio Krastev Bulgaria 427,5       |

1. 1 2 3  Arrancada (kg) + dos tiempos (kg) = total olímpico (kg).

## Medallero
| Núm. | País           | Oro | Plata | Bronce | Total |
| ---- | -------------- | --- | ----- | ------ | ----- |
| 1    | URSS           | 6   | 4     | 0      | 10    |
| 2    | Bulgaria       | 3   | 4     | 2      | 9     |
| 3    | RDA            | 1   | 0     | 2      | 3     |
| 4    | Polonia        | 0   | 1     | 3      | 4     |
| 5    | Hungría        | 0   | 1     | 1      | 2     |
| 6    | Checoslovaquia | 0   | 0     | 1      | 1     |
| 6    | Rumania        | 0   | 0     | 1      | 1     |
|      | TOTAL          | 10  | 10    | 10     | 30    |